# Aegithalos sharpei
Az Aegithalos sharpei madarak osztályának verébalakúak (Passeriformes) rendjébe, ezen belül az őszapófélék (Aegithalidae) családjába tartozó faj.

## Rendszerezése
A fajt George Rippon brit ornitológus írta le 1904-ben, az Aegithaliscus nembe Aegithaliscus sharpei néven.

## Előfordulása
India és Mianmar határvidékén honos. Természetes élőhelyei a szubtrópusi vagy trópusi hegyi esőerdők.

## Megjelenése
Testhossza 11 centiméter.

## Életmódja
Többnyire rovarokkal táplálkozik.

## Természetvédelmi helyzete
Az elterjedési területe kicsi. A Természetvédelmi Világszövetség Vörös listáján nem szerepel.